# Albin Hamberg
Albin Hamberg, född 25 januari 1875 i Höganäs, död 15 december 1968 i Höganäs, var en svensk målare, tecknare, skulptör, keramiker och lärare.  
Han var son till kolhuggaren vid Höganäsbolaget Andreas Hamberg och Petronella Nilsson och från 1909 gift med Ida Charlotta Andersson. Hans farfar hade som 11-åring hämtats från barnhuset i Göteborg för att arbeta vid Höganäs kolgruvor. Hamberg anställdes efter skolgång 1889 vid kärlfabriken, sedan han fått premium i teckning och bolaget behövde en lärling inom drejning och modellering. Efter att ha börjat arbeta med drejning fick han efter en tid övergå till modellering. Hamberg sändes till Danmark för att studera och arbeta vid Kählers Lergodsfabrik 1895. Han fick dock inte delta vid glaseringen vilket gjorde att Hamberg snart återvände, trots att Kähler erbjudit honom fast anställning. Efter återkomsten till Höganäs lärde han känna Helmer Osslund som då arbetade vid bolaget, och denne uppmuntrade honom att lämna det patriarkaliskt styrda Höganäs för att studera vid Tekniska skolan. Hamberg reste med rekommendationer från Höganäsbolaget men studerade för egna pengar 1897-1899. I Stockholm kom Hamberg i kontakt med Alf Wallanders keramik och började prenumerera på The Studio som kom att bil betydelseful för hans konst. Vid återkomsten till Höganäs blev han bolagets främste modellör och Hambergs föremål kom att dominera den konstindustriella produktionen vid Höganäs fram till Edgar Böckmans anställning 1915.
Han startade 1900 en teknisk aftonskola i Höganäs 1900, som senare ombildades till Höganäs yrkesskola. Där undervisade han själv i modellering och teckning under många år. Han slutade sin anställning vid Höganäs 1914 och etablerade en egen keramikverkstad i Höganäs där han tillverkade vaser, urnor, skålar och dekorationsföremål. Hamberg medverkade i ett antal konsthantverksutställningar bland annat var han representerad vid Trädgårdsutställningen 1919, Konst och Hantverksutställningen 1928 samt några utställningar utomlands. Han tog senare initiativet till bildandet av Höganäs hantverksförening och Höganäs museum. Hans produktion består av grodor som skapades efter levande modeller, byster, stora vaser, urnor, skålar och andra föremål i utpräglad jugendstil. Hamberg finns representerad vid bland annat Hallwyllska samlingarna och Nationalmuseum i Stockholm. Han signerade mycket sällan sina föremål men om det förekom med AH eller A.Hamberg.